# وائل خليل
وائل خليل (ولد في 21 ديسمبر 1965) هو ناشط سياسي مصري عرف بمعارضة نظام حسني مبارك وبنشاطه إبان ثورة 25 يناير المصرية وبمدونته WaELK.net التي تتناول السياسة والنشاط السياسي.

## حياته الشخصية
يعمل وائل خليل مهندسًا للبرمجيات، وله شقيقة واحدة هي عزة خليل وتعمل طبيبة، وهو ابن الفنانة محسنة توفيق، وهو متزوج من الدكتورة لمياء بلبل منذ 5 سبتمبر 1996 وأكبر أبنائهما هو أحمد (ولد في 2 نوفمبر 1998).

## النشاط السياسي
انضم وائل خليل للاشتراكيين الثوريين سنة 1992، لكنه تركهم سنة 2011 بعد تنحي مبارك بأسابيع قليلة، وقد نشط وائل خليل منذ عام 2000 في مناهضة الحرب ومناهضة العولمة.